# Cristo y Santo Tomás
Cristo y Santo Tomás (1467–1483) es una escultura de bronce que Andrea del Verrocchio hizo para uno de los 14 nichos en las paredes exteriores de la Iglesia de Orsanmichele en Florencia, Italia, donde ahora se le ha sustituido por una copia y el original trasladado dentro del edificio, que actualmente es un museo. La escultura muestra el episodio conocido como la Incredulidad de Tomás o también la Duda de Tomás, que ha sido frecuentemente representado en el arte cristiano desde al menos el siglo V, y se ha utilizado para elaborar diversos significados teológicos. Tomás el Apóstol dudaba de la resurrección de Jesús y tuvo que tocar sus llagas para convencerse Juan  20:24-29. El nicho de mármol circundante fue diseñado por Donatello para su San Luis de Tolosa (1413), pero la estatua fue trasladada a la Basílica de la Santa Cruz cuando el nicho fue vendido al Tribunale di Mercanzia (el gremio de los comerciantes), quién encargó la obra a Verrochio.

## Estilo
La obra fue el primer trabajo basado en una historia para aparecer en la Orsanmichele.  En su ejecución Verrocchio mostró un conocimiento sofisticado del estilo y la esencia de la  escultura clásica.  Las figuras fueron modeladas sin  espaldas (es decir, no en redondo) puesto que eran para ser vistas frontalmente.  Esto tuvo como ventaja añadida un ahorro en bronce (el cual era aproximadamente diez veces más caro que el mármol), haciendo que la obra fuera más ligera y fácil de encajar en el nicho.
La interacción entre los personajes de Cristo y Santo Tomás muestra un gran sentido de movimiento y diálogo. Las diferencias entre lo mortal y lo inmortal se destaca con un Cristo  pasivo, casi en postura regia y el talante agitado y nervioso del incrédulo Tomás. El realismo creado por el artista indica claramente el periodo artístico en qué fue hecho, el Renacimiento.

## El Tribunal de Mercancías
Parte de la jurisdicción del gremio de comerciantes era  judicial y supervisora. Como tal, el tema de Cristo y Santo Tomás habría sido atractivo para ellos por su preocupación en la prueba y la presentación de evidencias irrefutables.

## Galería de imágenes

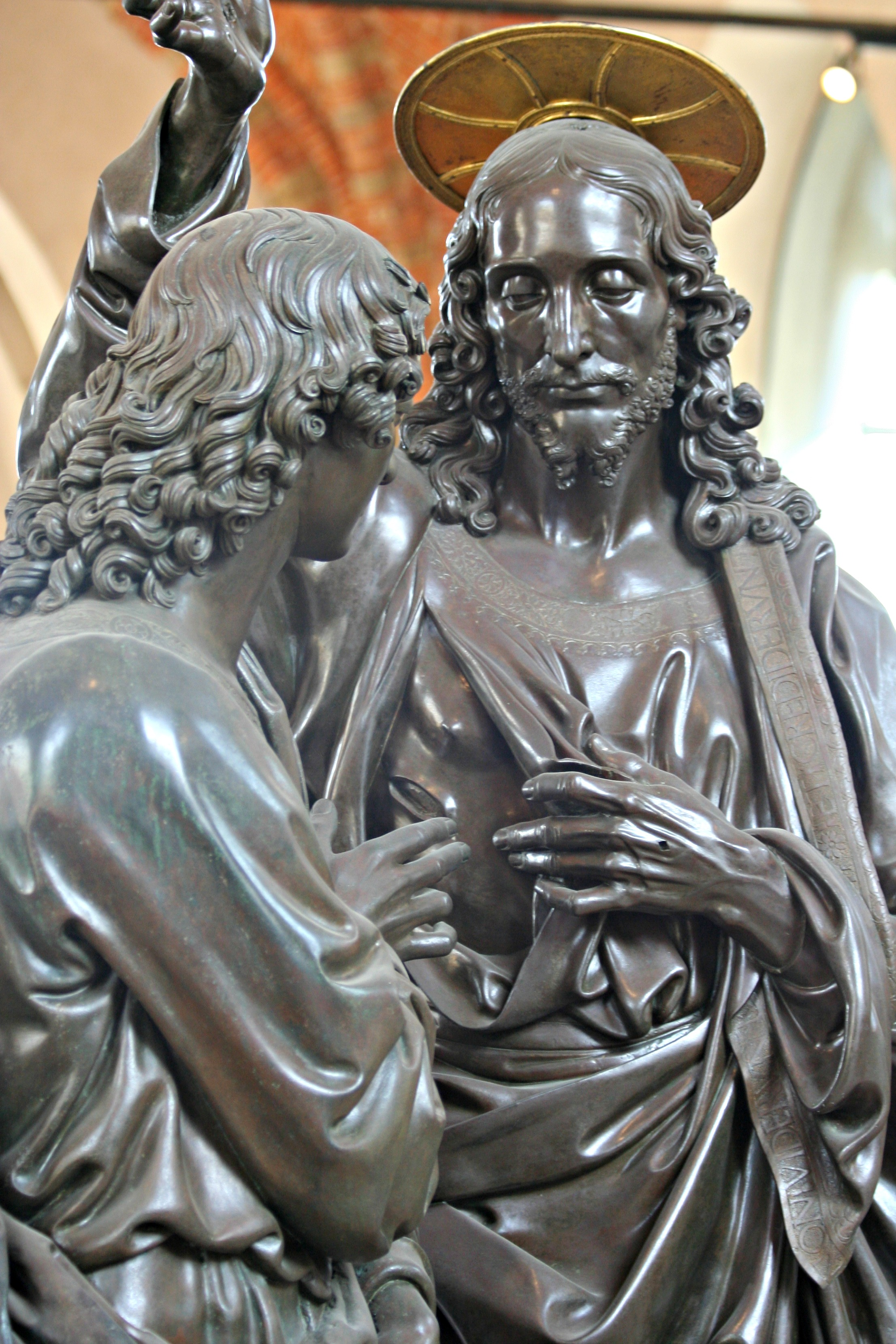
Detalle
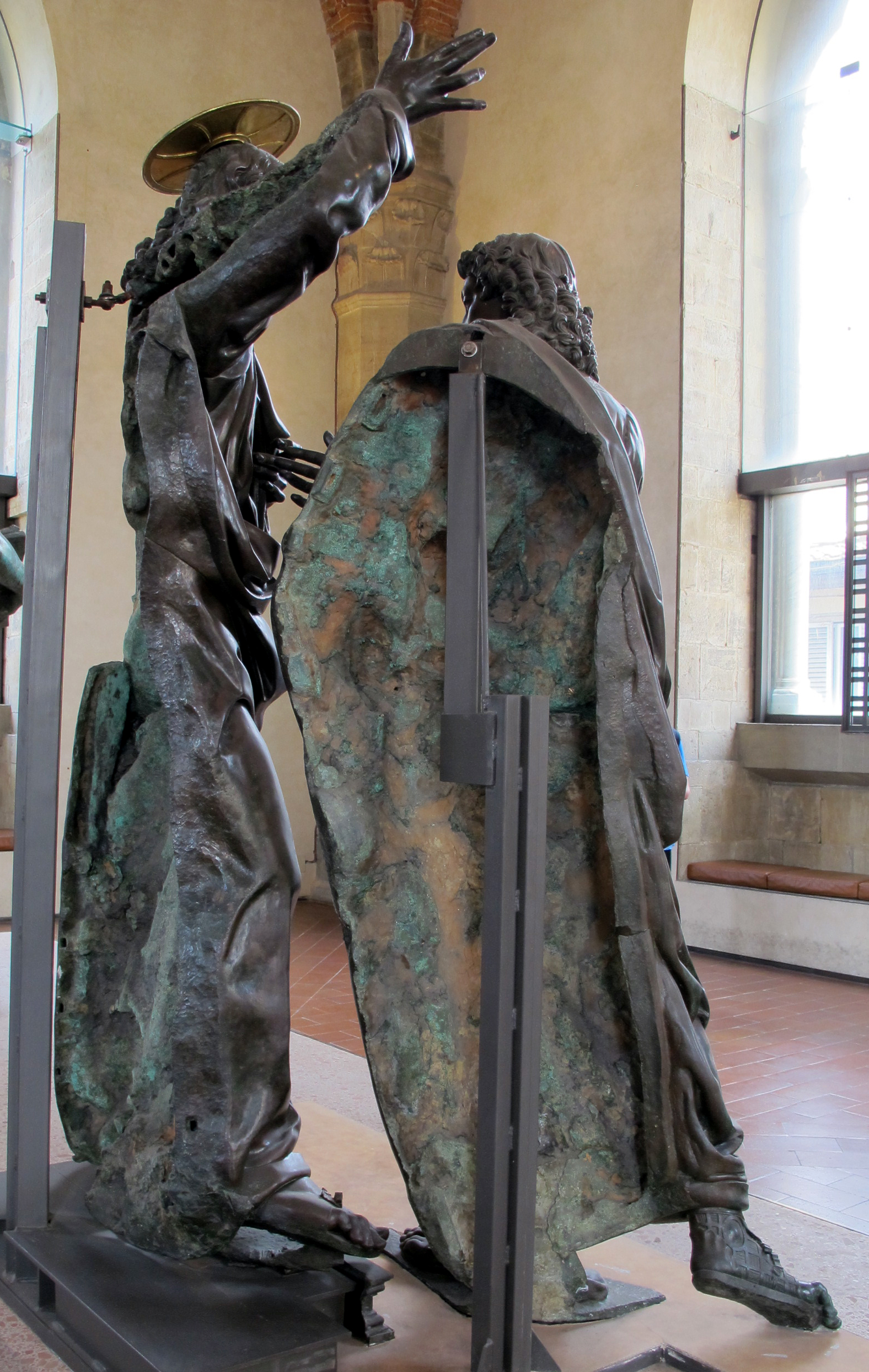
La parte posterior
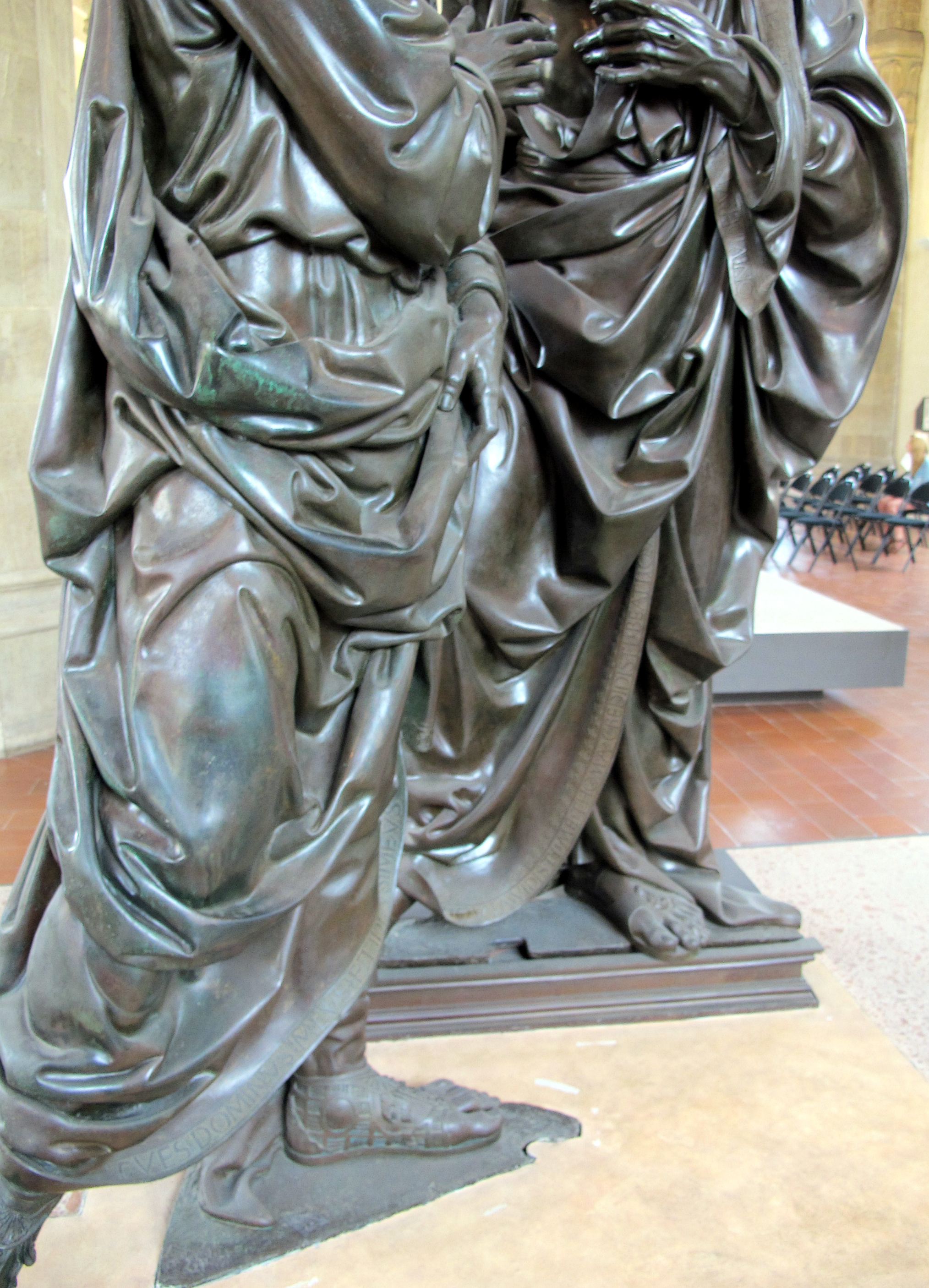
Las túnicas
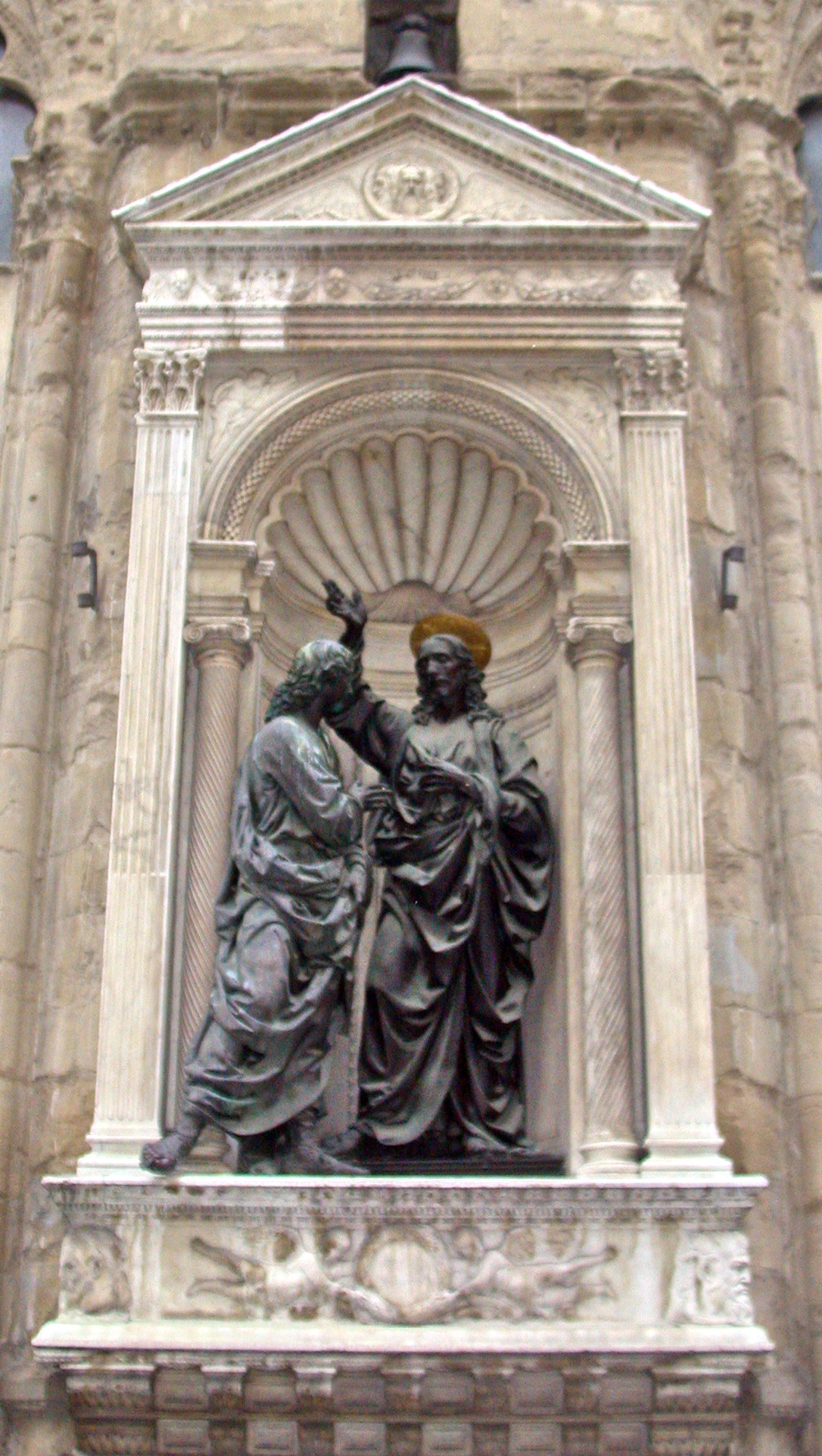
El tabernáculo
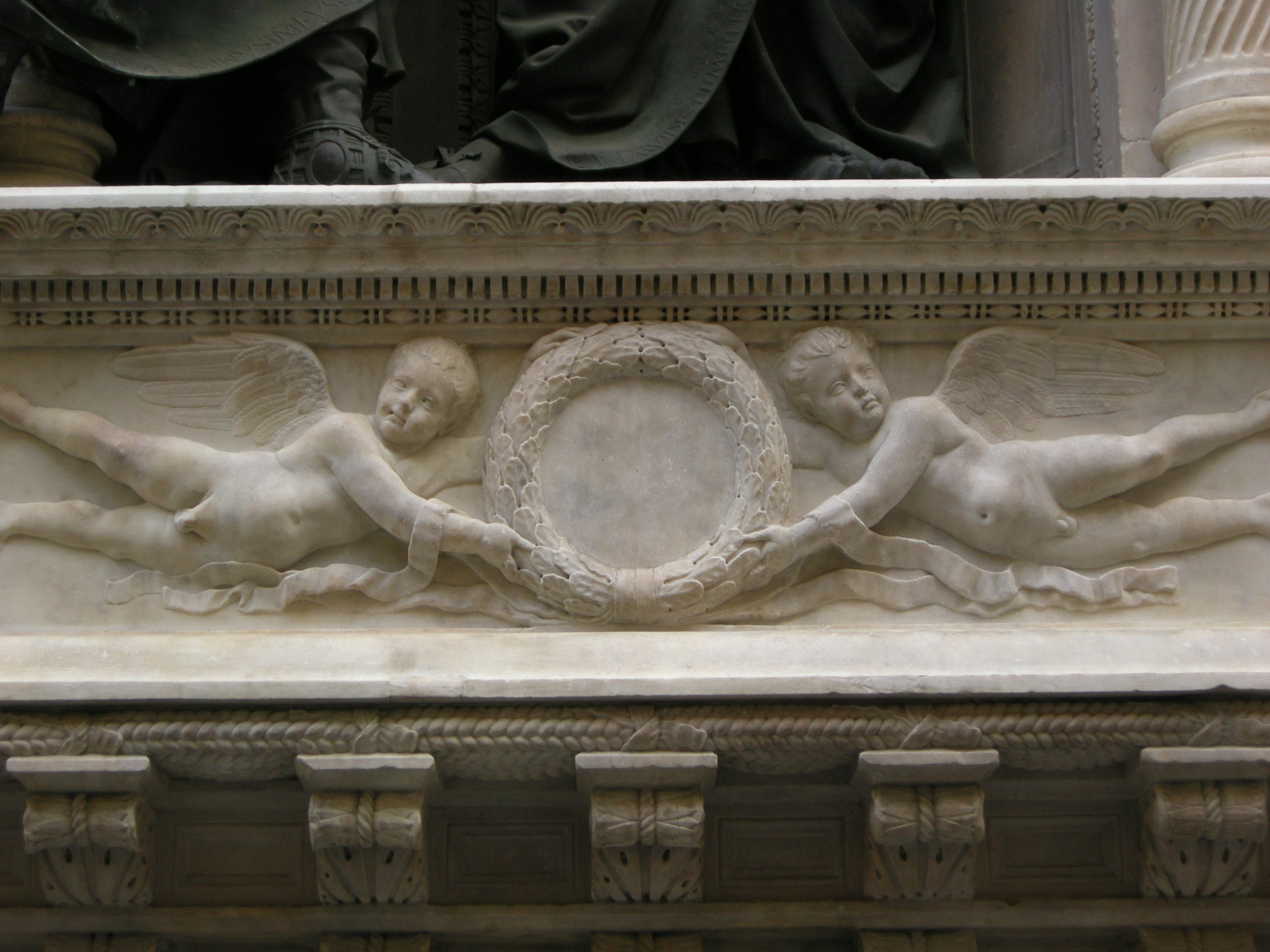
Angelotes
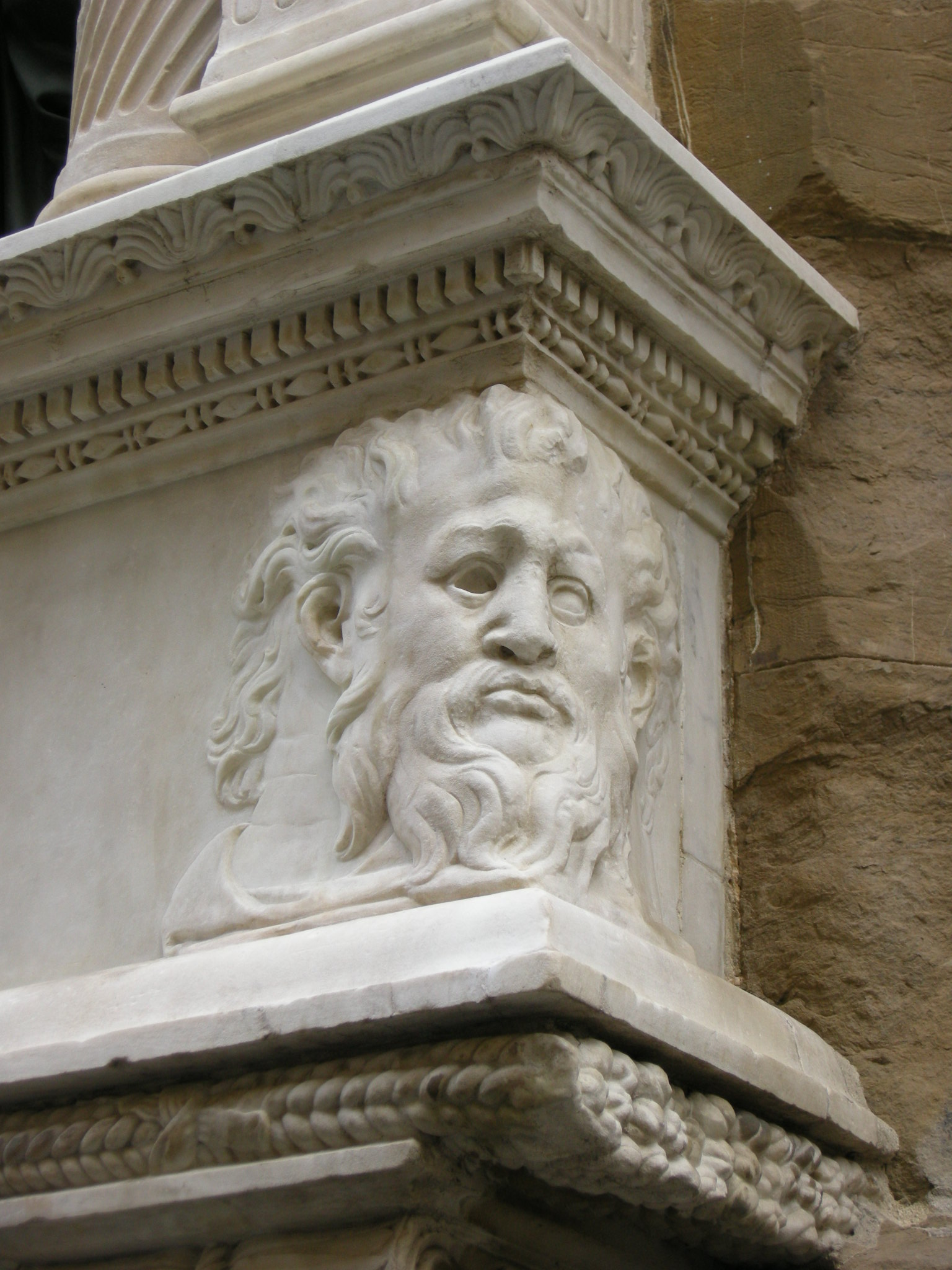
Mascarón